# Anis Ayari
Anis Ayari (Lazhar, 16 de Fevereiro de 1982) é um futebolista profissional tunisiano.

## Carreira
Ayari representou a Seleção Tunisiana de Futebol nas Olimpíadas de 2004.

## Títulos
Tunísia
- Campeonato Africano das Nações: 2004